# Francisco Calderón y Romero
Francisco Calderón y Romero (Herrera del Duque, de Badajoz, 1615) fue jurista en México.

## Trayectoria
Consiguió una beca para estudiar en Salamanca, en el colegio del Cebedeo. Desarrolló su carrera de jurista en México donde fue el oidor más antiguo de la Audiencia, es decir, Magistrado de las Indias encargado de la negociación y fallo de los asuntos civiles, y también de los criminales donde no hubiese alcaldes del crimen. Francisco Calderón fue el encargado de juzgar la conducta de Palafox. También ocupó el puesto de presidente de la Audiencia de Guadalajara y Gobernador del Reino de Nueva Galicia en el Virreinato de Nueva España, en América. Este jurista regaló a la iglesia de la localidad una lámpara de plata, que pesaba 7,590 kilos, y 278 reales de vellón para aceite.
Cuando era gobernador, mandó construir en Zapotlanejo un puente de mampostería, obra que se realizó entre 1670 y 1672 para comunicar a Guadalajara con la zona de Los Altos de Jalisco y facilitar así el recorrido a Zacatecas. El Puente de Calderón, así llamado, fue escenario de una cruenta batalla entre los insurgentes al mando de Miguel Hidalgo y Costilla, Ignacio Allende, Juan Aldama y Mariano Abasolo, contra el ejército realista, al mando del teniente general Félix María Calleja, Manuel de Flon, militar tan cruel que se ganó el apodo de «El Chacal de los Ojos Verdes», el brigadier José de la Cruz y el coronel Manuel Emparán.